# Ratibořské Hory

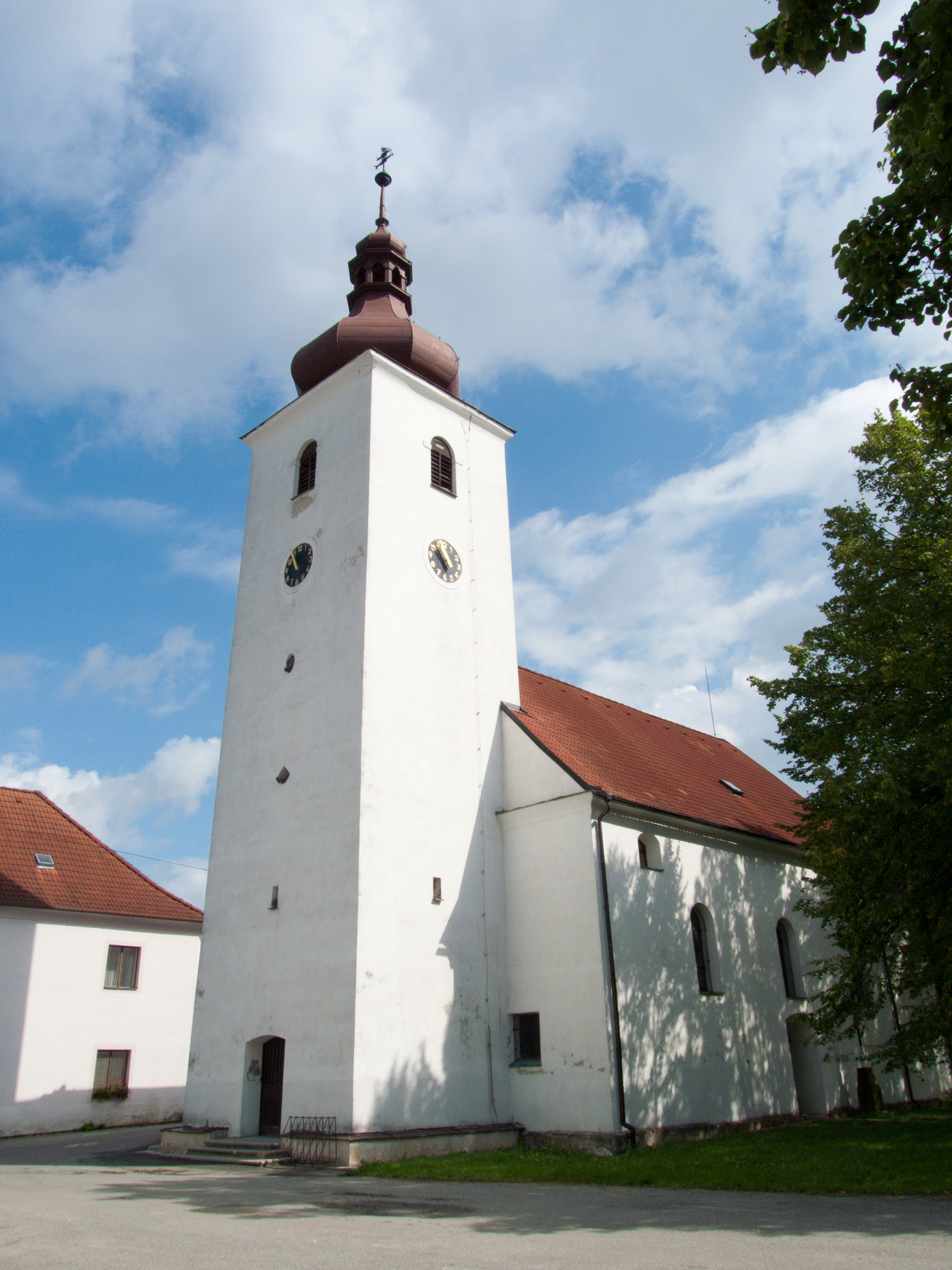
Iglesia de San Adalberto

Ratibořské Hory es un pueblo y un municipio. Se encuentra en el distrito de Tábor en la región de Bohemia del Sur de la República Checa.
El municipio tiene una superficie de 21,13 kilómetros cuadrados. Al 2 de octubre de 2006, vivían allí 747 personas.

## Descripción
Aldea Ratibořské Hory está a 9 millas al noreste de Tabor en dirección a Kutna Hora.
El pueblo tiene actualmente unos 740 habitantes y consta de cinco partes - Ratibořské Hory, Vresce, Dub, Podoli y Ratiborice. Allí comienzan ya las tierras altas de Moravia con la aparición de minerales y menas que contienen plata.
En 1526 el rey Luis Jagelonsky concedió a los hermanos Medencum de Ratiborice y Podoli el derecho de extraer minerales en media milla de circunferencia alrededor de Ratiborice. El rey se reservó el derecho preferencial de comprar metales preciosos, oro y lote por dos pilas y talento de plata por tres pilas y media.
Este privilegio dio inicio a una extensa actividad minera en la zona de Ratiborice, que enriqueció el paisaje local de pintorescas islas repletas especialmente de vegetación forestal. Son estos montones, vívida evidencia de la minería, son un maravilloso adorno del paisaje, podemos observar la altura dominante, desde el Cerro de Adán, cuya cima se encuentra a una altitud de 611 metros, o desde la cima del pan, que se encuentra por encima del parque natural de Polanka y su altitud es de 666 m.
A través de este ciclo, llamado los resultados "ocho de plata" que muestra el paisaje natural muy hermoso con doce estanques que están rodeados de vegetación de prados en plantas protegidas - como "Menyanthes trifoliata", que es una hierba que ha sabido su parte en la bebida, que tiene un gran éxito tanto en el país como en el extranjero y es conocido por Becherovka. De las atracciones culturales dominan las renovadas iglesias de San Bartolomé en Ratiborice y San Adalberto en Ratiborske Hory.
El desarrollo del municipio contribuye a la escuela, oficina de correos, centro de salud, biblioteca pública, tienda de comestibles y por último, pero no por ello menos importante, la asociación local Sokol, bomberos voluntarios, SK Ratiborske Hory y asociaciones de caza.
Los turistas, que también pueden utilizar las líneas regulares de autobús desde la ciudad del distrito, ofreciendo un descanso agradable y dos restaurantes en la plaza de Ratiborske Hory.

### Historia
La ciudad Ratibořské Hory (Bergstadtl), fundada hace cuatrocientos ochenta años en el noreste de Tabor, fue durante varios siglos dependiente de la minería. El auge de la minería provocó una concentración de población mucho mayor en Ratibořské Hory que las correspondientes opciones de producción agrícola en el pueblo y sus alrededores.
El cambio fundamental en el carácter encaja bien con la renovación de la minería en el distrito de Ratiborice a principios del siglo XVI. Ya desde 1515, se conservó registro de la fundición de mineral de plata de Ratiborice y Vresce en las acerías de Rosenberg en el Krumlov checo. Los Rosenberg invirtieron en estas minas grandes cantidades de dinero, llamaron a los nuevos profesionales que están en Ratibořice Montañas enfocadas principalmente en la construcción de grandes pozos de los Reyes Magos. En ese momento Ratibořské Hory con los alrededores en el pico de su prosperidad, que fue minado hoy en casi todas las minas conocidas.
- Datos: Q2333968
- Multimedia: Ratibořské Hory / Q2333968